# Donald McWatters
Donald McWatters, né le 23 janvier 1941, est un joueur australien de hockey sur gazon. Il participe aux Jeux olympiques d'été de 1964 et remporte la médaille de bronze de la compétition.